# Zauia (província)
Zauia (em árabe: الزاوية; romaniz.: Az Zawiyah) foi uma província da Líbia. Criada em 1963, seu território correspondia ao de Zauia, Nigatal Homs, Homs e Zauia; pelo censo daquele ano, havia 247 628 residentes. Segundo censo de 1973, havia 244 456 residentes. Foi substituída pelo distrito de Zauia.